# 唐胡安池
唐胡安池（英語：Don Juan Pond）又譯作唐胡安湖，是一个小而浅的高盐水體，位于南极洲维多利亚地赖特谷的西端，万达湖西方9（5.6英里）處。它位於阿斯加德山脉和戴斯山脉之间。西端是一条小支流和一座岩石冰川。唐胡安池含盐量为33.8%，是南极湖泊中含盐量最高的。由于盐對水分子结合的干扰，使得池塘就算在−50 °C（−58 °F）的低温下仍可保持液态。
1961年，乔治·H·梅耶（George H. Meyer）发现了唐胡安池。它是以驾驶参与调查唐胡安池的第一支野战部队的直升机的两名飞行员唐·罗伊（Don Roe）中尉和约翰·希基（John Hickey）中尉的名字命名的。

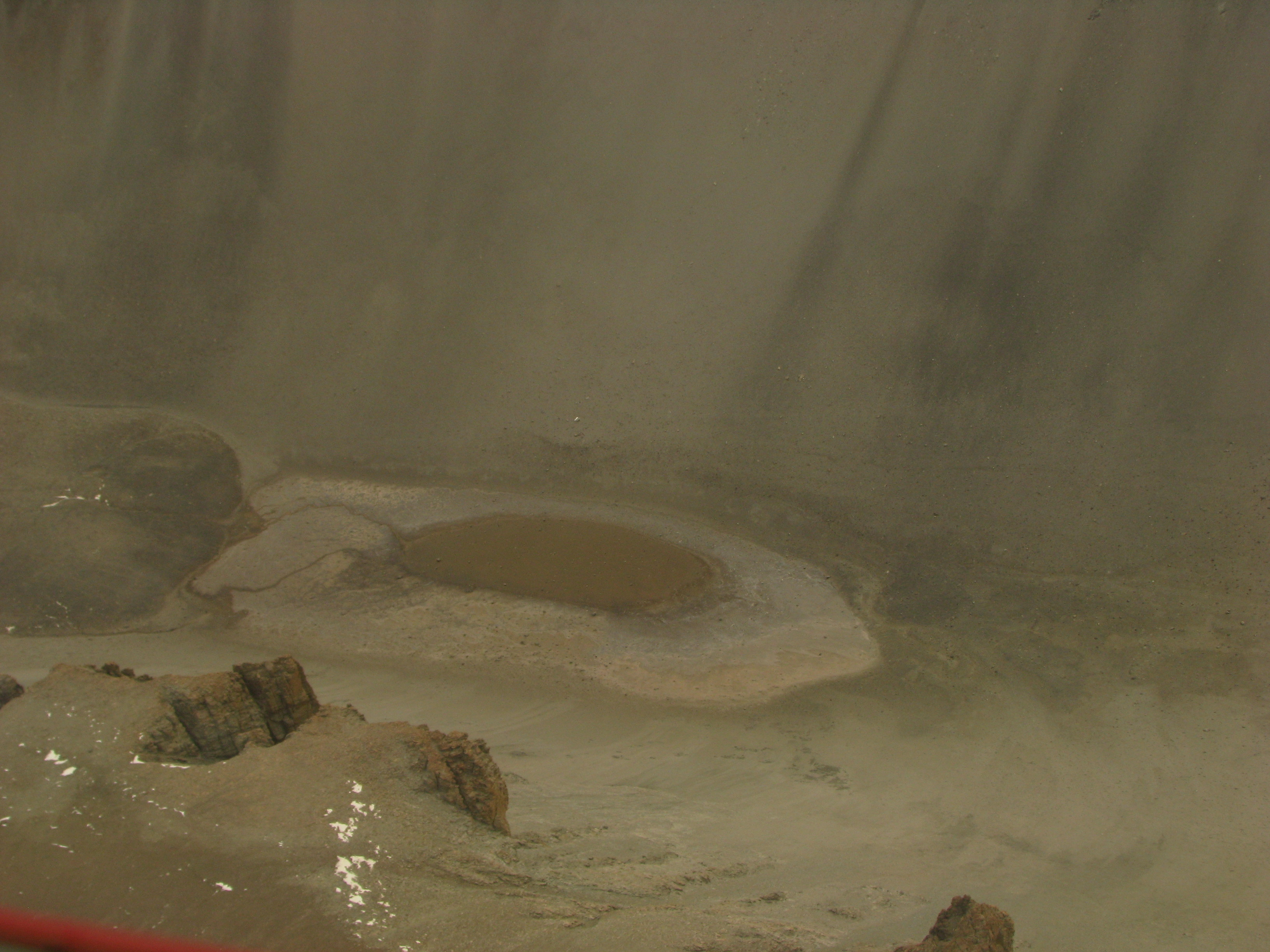
从空中俯瞰唐胡安池

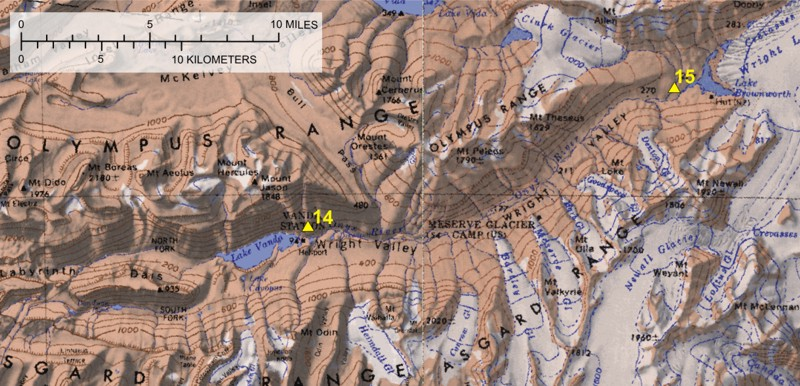
唐胡安池位于地图左下角（西南角）附近

## 盐度
唐胡安池是一個高盐的池塘。它的溶解固体总量是有记录以来第二高的，盐度約為死海的1.3倍。池水的盐度會随时间变化，从200到474 g/L，主要由氯化钙组成。它是南极唯一一个几乎从不结冰的高盐湖。唐胡安池塘周围覆盖着氯化钠和氯化钙盐，这些盐是随着水分蒸发而沉淀的。
唐胡安池的面积和体积随时间而变化。根据美国地质调查局1977年发布的地形图，该地区面积约为0.25 km2（62 acre）。然而近年来这个池塘已经大大缩小了。1993-1994年的最大深度被描述为“一英尺深”（30）。1997年1月，它大约有10（3.9英寸）深；1998年12月，除了几十平方米的面积外，整个池塘几乎都干涸了。大部分剩余的水都流到了池塘周围的洼地里。

## 生命
目前在唐胡安池的高盐水體中還沒有發現任何生命形式，研究人員曾經在顯微鏡下有看到疑似細菌的東西，但沒有更直接的證據，科學界認為缺乏有機物的高鹽水體難以支持生命的存在。

## 文学
- Yamagata, N.; T. Torii, S. Murata. . Antarctic Record: 53–75.